# Галовац (Маглај)
Галовац је насељено мјесто у општини Маглај, Босна и Херцеговина.

## Становништво
|         | 2013.        |
| Укупно  | 147 (100,0%) |
| Хрвати  | 138 (93,88%) |
| Бошњаци | 9 (6,122%)   |